# Gustavo Arias Londoño
Gustavo Arias Londoño (Montenegro, Quindío, 1948-Andes, Antioquia, 24 de julio de 1986) fue un abogado y guerrillero colombiano, conocido con el alias de Boris, cofundador y comandante militar del Movimiento 19 de abril (M-19).

## Biografía
Gustavo Arias Londoño era su nombre verdadero, graduado como bachiller en 1968, abogado de la Universidad Nacional de Colombia, egresado en el año 1973. Practicaba Taekwondo. Estuvo en el Ejército Nacional en el Batallón Rooke y alcanzó el grado de sargento segundo. Casado y con un hijo que también militaba en el M-19. Antes de su militancia en el M-19, creó una organización llamada “Pijao Rebelde” y perteneció a las Fuerzas Armadas Revolucionarias de Colombia (FARC).

### Militancia en el M-19
Arias fue cofundador del M-19 y parte del Comando Superior, era el segundo hombre tras Carlos Pizarro, comandante máximo después de la muerte de Álvaro Fayad. Fue estratega militar de la organización y responsable de la ruralización del M-19. Detenido varias veces, en las cárceles de Neiva, Tunja, Ibagué y Bogotá, donde también fue torturado y condenado en consejo de guerra a 11 años de prisión. Fue rescatado en 1981 por miembros del M-19 disfrazados de enfermeras y médicos cuando se encontraba bajo tratamiento en el hospital de La Hortua en Bogotá. En 1983 lidera la emboscada al Ejército Nacional en El Paujil (Caquetá). El 14 de marzo de 1984 participó en la Toma de Florencia (Caquetá). Firmó el 28 de agosto de 1984 los acuerdos de paz con el Gobierno de Belisario Betancur, en El Hobo (Huila). En 1985 comandaba parte del Frente Sur del M-19 en Tolima. Comandó el Batallón América junto a Carlos Pizarro. Cuando se dirigía a una reunión de comandantes de la Coordinadora Nacional Guerrillera fue detenido, y moriría en Andes (Antioquia).

## Asesinato
Fue capturado junto a otros dos guerrilleros. Cuando eran trasladados a un cuartel de la Policía Nacional en Andes (Antioquia), intentó arrebatar el arma a un agente y huir, pero fue alcanzado por disparos, según la versión oficial. El cadáver presentaba impactos de bala y golpes, según los periodistas que pudieron ver el cuerpo. Después se conoció que fue asesinado por la policía mediante Ley de fuga, como lo atestiguó el oficial de policía Ricardo Gámez Mazuera ante un juzgado de Bogotá, donde atestiguó que el operativo para capturar al comandante guerrillero fue montado con el propósito de asesinarlo y falsificar su asesinato.